# Gompa
Gompa, gönpa ali gumba (tibetansko དགོན་པ།, Wylie: dgon pa – 'oddaljeno mesto', sanskrt araṇya), znan tudi kot ling (Wylie gling) je budistični kompleks, katerega arhitektura je utrjena z obzidjem, v katerem sta bila vihara (samostan) in tibetanska budistična sādhanā, ki se uporablja za doseganje različnih duhovnih ali obrednih ciljev povezanih s tibetanskim budizmom. Pogosta je v zgodovinskih tibetanskih regijah, vključno z deli Kitajske, Indije, Nepala, Ladaka in Butana. Butanska dzong arhitektura je podmnožica tradicionalne gompa oblike. Gompa je tudi soba za meditacijo, kjer praktikanti meditirajo in poslušajo nauke.

## Opis
Prvotno je bil gompa zatočišče, ki so ga v času deževnih dni (vassa) uporabljali prvi budistični menihi, ki so, tako kot večina asketov svojega časa, meditirali. Tipična moderna vihara vključuje sobo za meditacijo, obdano s celicami in hrani oltar z upodobitvijo Bude. Oblika in notranjost se razlikujejo od regije do regije; vse pa so organizirane okoli osrednje molitvene dvorane, v kateri so murti (je podoba, kip ali idol božanstva ali oseba v indijski kulturi) ali thangka (je tibetanska budistična slika na bombažni, svileni aplikaciji, ki po navadi prikazuje budistično božanstvo, prizor ali mandalo), klopi, ki jih menihi ali nune uporabljajo v molitvi ali meditaciji, ter nastanitev. Gömpa ali ling lahko spremlja tudi poljubno število stup.
V arhitekturi dzong Butana je to podmnožica tradicionalnega oblikovanja. Dzong (tibetansko རྫོང་, Wylie rDzong) je dobro individualiziran tip samostana-trdnjave, ki ga najdemo v starih in sedanjih budističnih kraljestvih Himalaje, zlasti v Butanu, nekoč služil kot versko, vojaško, upravno središče. Če je bilo potrebno, lahko hiša garnizije in orožarna. Gostila je upravne strukture okrožja in menihov. To je bil tudi kraj izmenjave in pogosto mesto čečuja ali verskega praznovanja sekte Drukpa (sekta Rdečih kap), šole Kagyu tibetanskega budizma.
Iz praktičnih razlogov je 'Gompa' nenatančen izraz, ki ga uporabljajo zahodnjaki, ki potujejo po tibetanskih regijah, da se sklicujejo na različne verske zgradbe, ki so običajno povezane s tem, kar bi lahko opisali kot cerkev, vendar vključuje majhne tempeljske zgradbe in druge prostore za bogoslužje ali versko učenje.

## Poučevanje
Gompa, imenovana tudi ling (bo), ima najpogosteje šolo budizma. je univerza tibetanskega budizma, kjer  vadijo sadhano (v sanskrtu IAST, devanāgarī साधना)  ali včasih sādhanā (za ženske) pomeni: prakso, duhovni napredek.
Sādhanā spodbuja pojem prizadevanja za dosego cilja in je, v splošni uporabi, blizu pojma asketizma.
Budisti tako ohranjajo svojo doktrino s tistimi ustanovami za usposabljanje ali seminarji, ki jih priznavajo organi, ki izdajajo diplome, katerih imetniki lahko zasedajo položaje v uradni hierarhiji. .